# ギーゼラ・フォン・ブルグント
ギーゼラ・フォン・ブルグント（ドイツ語：Gisela von Burgund, 955年ごろ - 1007年7月21日）は、バイエルン公ハインリヒ2世の妃。神聖ローマ皇帝ハインリヒ2世の母。

## 生涯
ギーゼラはブルグント王コンラートの長女で、母は恐らくコンラートの最初の妃アデライード・ド・ベレとみられる。母の死後、父コンラートは西フランク王マティルドと再婚した。ギーゼラの異母弟ルドルフ3世は父の跡を継いでブルグント王となり、異母妹ベルタは996年にフランス王ロベール2世と結婚した。
ギーゼラの父コンラートは937年よりブルグント王国の王となっていた。ドイツ王オットー1世は若年であった王コンラートを保護下においており、それによりイタリア王ユーグのブルグントへの野望を打ち砕いていた。951年、オットー1世はコンラートの妹で、ユーグの息子イタリア王ロターリオ2世の妃であったアーデルハイトと結婚した。
965年ごろ、ギーゼラはオットー1世の甥バイエルン公ハインリヒ2世と婚約し、972年以前に2人は結婚した。神聖ローマ皇帝となっていたオットー1世が973年に死去し、息子オットー2世が王位を継承した。18歳であったオットー2世は、帝国南部に強力な勢力圏を形成している従兄弟ハインリヒ2世とブルグントとの関係に対処しなければならなかった。
973年にギーゼラの夫ハインリヒ2世の義兄シュヴァーベン公ブルヒャルト3世が死去し、オットー2世がハインリヒ2世の要求を無視してシュヴァーベン公領を自らの甥であるオットー1世に与えると、ハインリヒ2世はすぐに反乱を起こした。数年続いた争いの間に、ハインリヒ2世はインゲルハイムの王宮に捕らえられた後、逃亡し、976年にバイエルン公位を剥奪され、その2年後に再びユトレヒト司教フォルクマルのもとに監禁された。ハインリヒ2世が捕らえられている間、ギーゼラと息子ハインリヒはフライジング司教アブラハムとともに避難したとみられ、メルゼブルクに住んだ。
ハインリヒ2世は983年にオットー2世が死去するまで解放されなかった。ハインリヒ2世はオットー2世の跡を継いだ若年のオットー3世から再び王位を奪おうとしたが、母后テオファヌおよびギーゼラの叔母でオットー1世の妃アーデルハイトに阻止され、最終的に985年にハインリヒ2世は屈服し再びバイエルン公領を与えられた。

## 子女
ギーゼラとハインリヒ2世との間には以下の3子が生まれた。
- ハインリヒ4世（973年 - 1024年）[1] - 995年にバイエルン公位を父より継承。1002年にローマ王に選出され（ハインリヒ2世）、1014年には神聖ローマ皇帝となった。
- ブルーノ（992年頃 - 1029年） - 1006年よりアウクスブルク司教
- ギーゼラ（985年頃 - 1060/5年） - ハンガリー王イシュトヴァーン1世と結婚

ギーゼラは1002年に息子ハインリヒがローマ王に選出されるのを見届けた。メルゼブルクのティートマールによると、ギーゼラは1007年7月21日に死去したという。ギーゼラはレーゲンスブルクのニーダーミュンスター修道院に埋葬された。娘ギーゼラは「Giselakreuz（ギーゼラの十字架）」といわれる豪華な十字架を寄贈したが、現在はミュンヘン・レジデンツに収蔵されている。